# Португальская Малакка

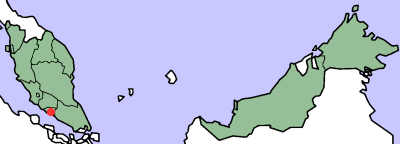
Португальская Малакка

Португальская Малакка — колония, в течение 130 лет находившаяся под властью Португалии. Один из ключевых пунктов Португальской империи.

## Организация колонии

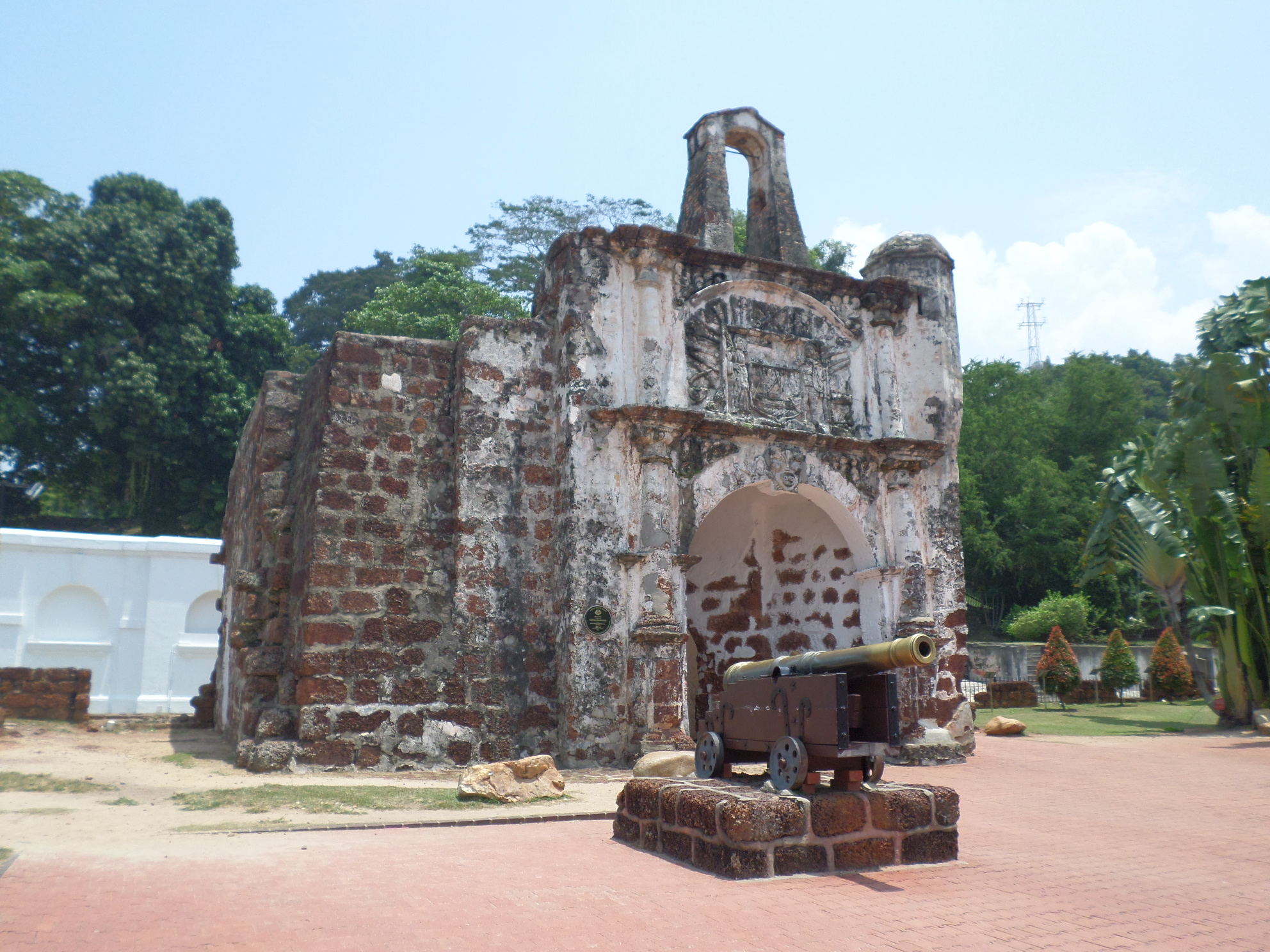
Сохранившиеся ворота в А'Фамоса, португальском форте в Малакке.

Первым европейцем, достигшим Малакки, был Диогу Лопиш ди Секейра в 1509 г. В числе его спутников был и Фернан Магеллан, в то время простой солдат. Местный султан Махмуд Шах (1488-1528), уже наслышанный о португальцах от купцов, сперва радушно принял португальцев и заключил с ними торговый договор, однако через несколько дней, когда большинство солдат и матросов экспедиции Секейры находились на берегу, приказал напасть на них и попытаться захватить суда. Благодаря тому, что адмирал был вовремя предупрежден одним из офицеров, заподозрившим неладное, атаку малайцев на португальские корабли удалось отбить; однако те моряки, что находились на берегу, почти все были перебиты или захвачены в плен (таких около 20 чел.). После артиллерийского обстрела города и безуспешных переговоров о возврате пленных Секейра был вынужден отчалить.
В апреле 1511 г. Афонсу де Албукерки отплыл из Гоа с отрядом в 1200 солдат на 17 или 18 кораблях. Фернан Магеллан снова принимал участие в экспедиции, на это раз в качестве капитана. 1 июля флот подошел к Малакке. Несмотря на сильное сопротивление и использование малаккцами артиллерии, 24 августа 1511 года португальцы захватили Малакку. Город стал опорным пунктом португальцев в Юго-Восточной Азии.
Сразу же после захвата португальцы приступили к строительству мощной крепости, названной А'Фамоса. Для этой цели использовались плененные жители города и 1500 рабов султана, автоматически ставших рабами Мануэла I. Камень ломали из мечетей, гробниц и других городских сооружений.
Была создана новая администрация. Во главе города стоял «капитан крепости», подчинявшийся непосредственно вице-королю Индии. Он сменялся каждые три-четыре года. Заместителем «Капитана крепости» был «Капитан порта». Кроме того, был создан городской совет. Главный судья и секретарь совета назначались вице-королём, а шесть советников, заведовавших городскими финансами, судопроизводством и пр. выбирались местными португальцами. Руководители местного католического духовенства тоже входили в городской совет. Часть старой администрации португальцы сохранили. Ей подчинялись местные жители малайцы и другие нехристиане, она же надзирала над непортугальскими судами.
Все суда, идущие через Малаккский пролив, должны были заходить в Малакку и платить пошлину. Пытавшиеся пройти мимо перехватывались и топились португальскими патрулями.

## Первые годы

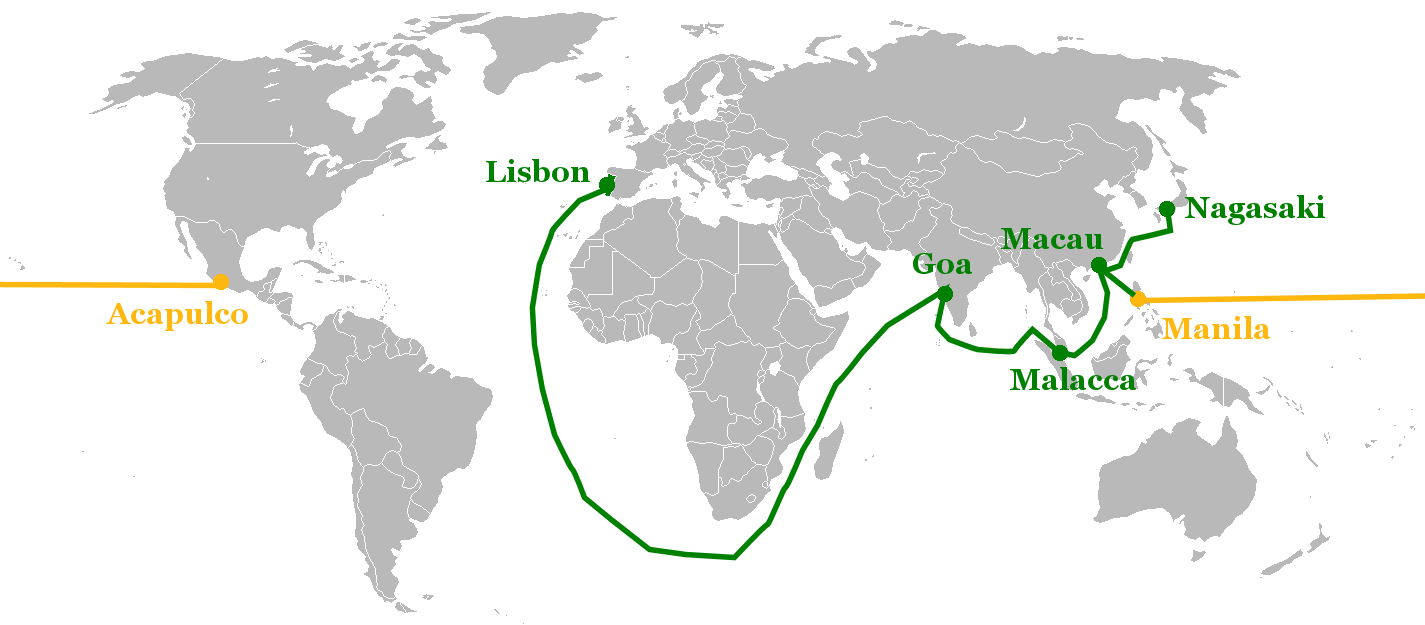
Торговый путь в Японию (16-17 столетия)

Деятельность португальцев вызывала противодействие соседних государств и поэтому вся 130-летняя история Португальской Малакки наполнена войнами. Сразу после захвата города португальцам пришлось вести боевые действия против сына бывшего властителя города. В 1512 году положение европейцев стало очень тяжелым. Ощущалась нехватка продовольствия, гарнизон был измучен голодом и болезнями, местные жители всячески саботировали приказы новой власти и готовились к восстанию, вступив при этом в сговор с правителем яванского города Джапары. Однако португальцам удалось раскрыть заговор, руководители его были казнены, а во время начавшегося восстания португальцы одержали победу в первых боях, а затем с помощью подкупа взяли ситуацию под контроль. Подошедший из Джапара флот не встретил поддержки и 1 января 1513 года был разбит португальцами. Это победа упрочила их положение. Но уже в 1516 и 1519 годах им пришлось выдержать новые осады города.
Первое время главным врагом португальцев был султанат Джохор, основанный последним Малаккским султаном Махмуд-шахом. В последующем важную роль в борьбе против Португалии стал играть султанат Аче, куда бежало множество малаккских купцов. К счастью для португальцев, эти султанаты часто воевали между собой и ни разу не объединили силы в борьбе против европейцев.
В мае 1521 года португальский флот в Малаккском проливе был наголову разгромлен морскими силами Аче. Это было первое поражение португальцев, вызвавшее большой отклик в Юго-Восточной Азии.
Губернатор Малакки Жорж д'Альбукерки в 1521, 1523 и 1524 году пытался захватить столицу султанат Джохор на острове Бинтанг, но каждый раз терпел поражение, а в конце 1524 года Малакка была снова осаждена врагом, которому помогали португальские перебежчики. Только приход в мае 1525 эскадры из Гоа во главе с новым губернатором Педру ди Машкареньяшем спас город. После нескольких попыток Машкареньяш уничтожил столицу Джохара, но это не принесло мира.
В 1532 году при поддержке Аче в Малакке возник заговор, во главе которого стоял Санг Найя (Синий Раджа). В день большого церковного праздника, когда португальцы обычно находились в церквях без оружия, в городе должно было произойти восстание, поддержанное нападением ачехского флота. Заговор был раскрыт, Синий Раджа был сброшен с высокой башни. После этого джохарский султан, опасаясь возраставшей силы Аче, предложил португальцам дружбу. Однако вскоре передумал, а португальского посла за шпионаж за неимением башни сбросили с высокого дерева.
В 1536 году португальцам удалось принудить Джохар к мирному соглашению, но уже в следующем году над городом нависла новая опасность, Малакка подверглась внезапному ночному нападению ачехского флота. Португальцам с трудом удалось отбить три ночных штурма. Усиление султаната Аче вызвало большую войну между Джохором и Аче. В морском сражении Джохор одержал победу. В результате этого португальцы получили несколько лет мирной передышки.

## Вторая половина XVI века
Мир длился недолго. Уже в 1547 году ачехский флот, ворвавшись в малаккскую гавань, сжег португальские суда и приступил к осаде крепости. Джохорцы собрали флот и были готовы помочь португальцам против Аче. Португальцы опасались что флот Джохара объединиться с Аче и предпочли дождаться подхода своих кораблей. Ачехцы были вынуждены снять осаду. А в 1551 году уже джохарцы жгли португальские корабли в малаккской гавани и осаждали крепость. Решающий штурм португальского форта Фамозы окончился неудачей. Португальские шпионы распространили слух, что португальский флот скоро опустошит владения Джохора. Часть осаждавших ушла домой, а оставшиеся были разбиты португальцами. Ачехцы все это время сохраняли нейтралитет.
В 1560 годах султанат Аче создал мощную антипортугальскую лигу, заключив при этом союз с Османской империей. Первый удар был нанесен по Джохору. Столицу султаната захватили и сожгли, султана взяли в плен. В 1568 году начался поход против Малакки. В городе было только 200 португальцев и 1300 азиатских наемников. И в прошлые осады численность португальцев была невелика, но их спасало умение воевать и превосходство в огневой мощи. В этом же походе им противостоял флот, имевший корабли европейского типа, турецкая артиллерия, армия, обученная турками и включавшая в себя турецких солдат.
Посла, направленного к ним, португальцы подвергли пытке и вскоре он сознался, что замышлял убийство губернатора и другие преступления. Его разрубили на части и пустили в лодке навстречу ачехцам. В результате осады португальцы попали почти в безвыходное положение, но были спасены за счет помощи Джохора и других врагов Аче. В последующие десятилетия Малакка не раз подвергалась нападениям войск Аче и Джохора, но их взаимное соперничество помогало португальцам держаться. В середине 80-х годов XVI века Аче на время прекратил активную внешнюю политику. 6 августа 1587 года португальцы нанесли поражение султанату Джохор и сожгли его столицу. Это была последняя крупная победа португальцев в Юго-Восточной Азии.
Несмотря на попытки португальцев контролировать всю окрестную торговлю, восточные купцы проложили торговые пути в обход Малакки. Один из них шел вдоль западного берега Суматры, северного берега Явы на Сулавеси и острова Пряностей. Другой — из Андаманского моря, через Сиам по рекам и суше в Сиамский залив. Третий проходил через самую узкую часть Малаккского полуострова — перешеек Кра.

## Голландцы

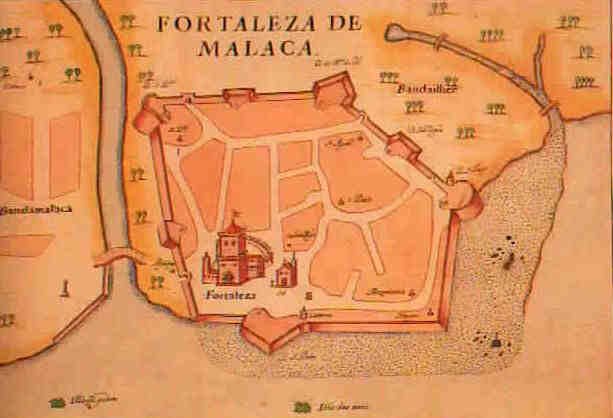
Карта португальской крепости и города Маллакка, 1630 год.

В 1596 году в Индонезии впервые появились голландские корабли. Они начали основывать торговые фактории, грабить португальские суда и искать союза с врагами Португалии. В 1605 году голландская эскадра Корнелиса Мателифа впервые обстреливает Малакку. В 1606 году голландцы заключают союз с султанатом Джохор, после чего голландская эскадра под командованием того же адмирала вместе с джохорцами осаждают город, который спасает пришедшая из Гоа эскадра. Как и португальцы, голландцы в зависимости от условий заключали союз то с Джохором, то с Ачехом. В 1615 году они создали коалицию с Ачехом, но португальский флот из Гоа разгромил морские силы султаната до соединения их с голландцами.
С 1623 по 1627 голландские нападения на Португальскую Малакку следовали ежегодно, но португальцы держались. После 1627 года голландцы были вынуждены собрать все свои силы в Индонезии. Возвысившийся в те года султан Аче попытался захватить Малакку, но его возвышение вызвало тревогу у соседей, и в 1629 году его флот был разгромлен совместными португало-малайскими силами. Султанат потерял всякое влияние. Не опасаясь его, бывшие союзники португальцев начали сами готовиться к захвату Малакки.
Голландцы не собирались допустить, чтобы город перешел в чужие руки, и несколько лет держали Малакку в блокаде. В 1640 году, когда городские запасы истощились, начался последний этап осады. Город подвергался постоянной бомбардировке. 2 августа голландцы и их союзники высадились у города и начали осадные работы. Осада была тяжёлой для обеих сторон: если осажденные страдали от голода, то голландские войска косили тропические болезни. Осенью у них было только 1707 мушкетёров, из них 470 больных. Если бы не помощь азиатских союзников, осада была бы невозможна.
За время осады множество жителей Малакки умерло от голода. В начале 1641 года голландцы пробили бреши в стенах. Основная крепость какое-то время ещё держалась, пока голландцы не подкупили португальского губернатора. 14 января город пал. Победители бывшего губернатора убили, чтобы не платить.
В городе находилось множество трупов. Из 20-тысячного населения по одним сведениям уцелело 3000 человек, по другим — 1400. Гражданское население получило возможность эвакуироваться,  оставив ценности, но португальские офицеры и солдаты остались в плену.
После захвата голландцами Малакка утратила своё торговое значение и использовалась ими только как военный порт, пресекающий неугодное голландцам мореплавание.